# Martin Lundin
Karl Gustaf Martin Lundin, född 9 juli 1906 i Huddunge församling, Uppsala län, död 4 mars 1978 i Vaksala församling, Uppsala, var en svensk tävlingscyklist.
Lundin började med cykelsport 1929 som medlem av CK Uni, tävlade 1935–1936 för SK Fyrishof, men återgick därefter till CK Uni. Han blev svensk mästare på 150 km 1937 och tvåa i Nordiska mästerskapet 1932 Han var lagmästare 1932–1942 och blev svensk lagmästare tre gånger. Han deltog i två världsmästerskap och fullföljde fem Sexdagarslopp. Han segrade i Vänern runt 1937 och i tre Skandislopp (1932, 1937 och 1942) samt deltog i Berlin–Köpenhamn 1938–1939.